# Semiothisa quadraria
Semiothisa quadraria är en fjärilsart som beskrevs av Moore 1887. Semiothisa quadraria ingår i släktet Semiothisa och familjen mätare. Inga underarter finns listade i Catalogue of Life.